# Fear No Evil
| 전문가 평가                      | 전문가 평가 |
| 평가 점수                        | 평가 점수   |
| 출처                             | 점수        |
| -------------------------------- | ----------- |
| AllMusic                         | [ 2 ]       |
| Collector's Guide to Heavy Metal | 8/10        |

《Fear No Evil》은 1985년 영국의 헤비 메탈 밴드 그림 리퍼의 두 번째 스튜디오 음반으로, 영국의 독립 레이블인 에보니 레코드에서 발매되었다.

## 배경
〈Final Scream〉은 스티브 그리메트가 합류하기 전 1981년 컴필레이션 음반 《Heavy Metal Heroes》에서 발매된 더 리퍼를 각색한 곡이다. 미국 빌보드 200에서는 이전 음반보다 낮은 111위로 마감했다.
올뮤직의 에두아르도 리바다비아는 " 타이틀곡, 〈Never Coming Back〉 등 향상된 사운드 정제와 멜로디 감각을 통해 싱글 히트를 노릴 수 있는 곡들을 선보였다"며 전곡 5점 만점에 3.5점을 기록했다.

## 곡 목록
모든 곡들은 특별한 언급이 없는 한 닉 보콧과 스티브 그리메트에 의해 작사/작곡하였다.
| #  | 제목                                    | 재생 시간 |
| -- | --------------------------------------- | --------- |
| 1. | 〈Fear No Evil〉                        | 3:59      |
| 2. | 〈Never Coming Back〉                   | 3:32      |
| 3. | 〈Lord of Darkness (Your Living Hell)〉 | 2:59      |
| 4. | 〈Matter of Time〉                      | 4:14      |
| 5. | 〈Rock and Roll Tonight〉               | 4:03      |

| #  | 제목                     | 재생 시간 |
| -- | ------------------------ | --------- |
| 6. | 〈Let the Thunder Roar〉 | 4:05      |
| 7. | 〈Lay It on the Line〉   | 4:08      |
| 8. | 〈Fight for the Last〉   | 2:59      |
| 9. | 〈Final Scream〉         | 5:28      |